# Nikola Jokić
Nikola Jokić (Servisch: Никола Јокић) (Sombor, 19 februari 1995) is een Servische basketbalspeler die uitkomt voor de Denver Nuggets in de NBA.

## Carrière

### Professioneel debuut in zijn thuisland
In december 2012 tekende Jokić een contract bij Mega Vizura in Belgrado. Waar hij aanvankelijk voor het jongerenteam speelde, tekende hij in februari 2013 een contract voor 4 seizoenen bij Mega Basket. Met Mega Basket speelde Jokić zowel in de ABA League als in de nationale Servische competitie. Op 26 juli 2014 werd Jokić tijdens de NBA Draft als 41e uitgekozen door de Denver Nuggets. Jokić en Denver kwamen echter overeen dat Jokić nog één seizoen zou blijven spelen voor KK Mega Basket. Als gevolg van zijn goede prestaties werd Jokić gekozen tot ABA League MVP voor het seizoen 2014/15.

### 2015-2017: NBA-debuut bij de Denver Nuggets en Olympisch zilver
In de zomer van 2015 sloot Jokić dan effectief aan bij de Denver Nuggets. In zijn rookie-seizoen werd Jokić gaandeweg steeds meer uitgespeeld als basisspeler. Met een gemiddelde van 7 rebounds en 10 punten per wedstrijd eindigde Jokić op de 3e plaats in NBA Rookie of the Year-verkiezing. Jokić werd tevens ook opgenomen in het NBA All-Rookie First Team. Jokić maakte in 2016 met het Servisch basketbalteam zijn Olympisch debuut op de Spelen in Rio de Janeiro. Servië eindigde 4e in groep A, waarna er in de kwartfinale nipt werd gewonnen van  Kroatië en in de halve finale van Australië. In de finale ging Servië kansloos ten onder tegen  de Verenigde Staten met onder andere Kevin Durant, Klay Thompson en Kyrie Irving.
In het seizoen 16/17 werd Jokić, uitgezonderd een periode van 14 wedstrijden in november en december 2016, uitgespeeld als basisspeler. Hij kon zijn gemiddeldes verder optrekken naar 9,8 rebounds, 4,9 assists en 16,7 punten per wedstrijd. Jokić eindigde op het einde van het seizoen op tweede plaats van de NBA Most Improved Player Award, achter Giannis Antetokounmpo.

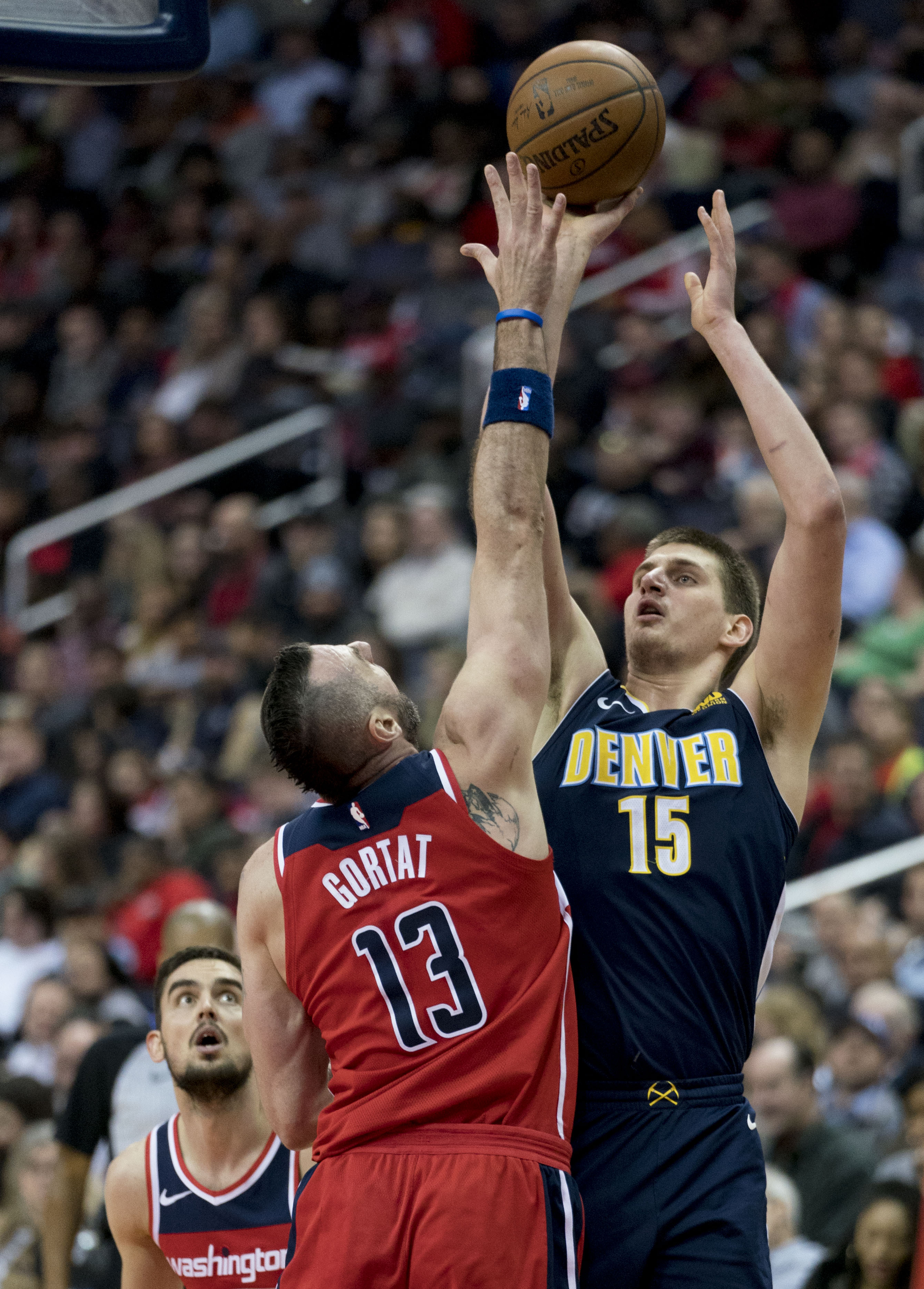
Jokić in 2018

 Op 15 januari 2018, tijdens een overwinning tegen de Milwaukee Bucks, was Jokić goed voor een triple double met 30 punten, 15 rebounds en 17 assists. Hij bereikte de triple double cijfers al na 14 minuten en 33 seconden, de snelste triple double in de geschiedenis van de NBA. Tijdens de laatste wedstrijd van het seizoen 2017/18 verloor Jokić met de Nuggets van de Minnesota Timberwolves waardoor Denver opnieuw de playoffs misliep.

### 2018-2019: Nieuw contract in Denver en eerste selectie voor het NBA All-Star Game
Op 9 juli 2018 tekende Jokić een nieuw contract voor 5 seizoenen bij de Denver Nuggets. In de tweede wedstrijd van het seizoen 2018/19 tekende Jokić 35 punten, 12 rebounds en 11 assists op, waarbij hij ook geen enkele worp miste. Hiermee was Jokić slechts de 2e speler in de NBA-geschiedenis die een triple double kon optekenen met meer dan 30 punten zonder enige misser. Enkel Wilt Chamberlain ging Jokić twee keer voor. Op 8 januari 2019 was Jokić opnieuw goed voor een triple double, zijn 20e al in zijn loopbaan: enkel Oscar Robertson en Magic Johnson bereikten deze mijlpaal op jongere leeftijd. Enkele weken later werd Jokić voor het eerst gekozen voor het NBA All-Star Game. Jokić sloot het regulier seizoen af met een gemiddelde van 20,1 punten, 10,8 rebounds en 7,3 assists. Mede door de sterke prestaties van Jokić kon Denver zich voor het eerst in 6 jaar kwalificeren voor de NBA Playoffs. In de eerste ronde van deze playoffs won Denver in 7 wedstrijden met 4-3 van de San Antonio Spurs. In de 6e wedstrijd van deze confrontatie scoorde Jokić 43 punten, een record in de playoff-geschiedenis van de Denver Nuggets. In de tweede ronde van de playoffs verloren de Denver Nuggets met 4-3 van de Portland Trail Blazers. Jokić werd op het einde van het seizoen opgenomen in het All-NBA First Team.

### 2019-2020: finale van de Western Conference
Tijdens het seizoen 2019/20 was Jokić op 5 februari 2020 tijdens een wedstrijd tegen de Utah Jazz goed voor 30 punten, 21 rebounds en 10 assists. Hiermee was hij, na Kareem Abdul-Jabbar, de eerste speler die voor de leeftijd van 25 jaar, meer dan 30 punten, 20 rebounds en 10 assists in één wedstrijd kon scoren. Jokić werd voor de tweede keer geselecteerd voor het NBA All-Star Game. Jokić kon zich met de Nuggets opnieuw kwalificeren voor de playoffs, die, als gevolg van de coronapandemie in oktober werden gespeeld in het Walt Disney World Resort in Orlando. Na overwinningen tegen de Utah Jazz en de Los Angeles Clippers speelde Denver de finale van de Western Conference tegen de  Los Angeles Lakers van LeBron James. In deze finale verloor Denver met 4-1.

### 2020-2021: Steeds betere statistieken en een eerste keer MVP
Jokić begon aan het seizoen 2020/21 met 4 triple doubles in 6 wedstrijden en 20 opeenvolgende wedstrijden met een double double. Op 29 december 2020 was hij tegen de Houston Rockets goed voor 18 assists. Jokić was hiermee de eerste center sinds Wilt Chamberlain in 1968 die dit realiseerde. Amper een dag later passeerde hij Fat Lever wat betreft het aantal triple doubles in de geschiedenis van de Denver Nuggets. Op 6 februari 2021 was Jokić goed voor 50 punten en 12 assists. Hiermee was hij de eerste spelers in de geschiedenis van de Nuggets met meer dan 50 punten en 10 assists tijdens éénzelfde wedstrijd. Jokić was tevens hiermee de eerste center sinds Kareem Abdul-Jabbar in 1975 die dit kon realiseren. Jokić werd opnieuw geselecteerd voor het NBA All-Star Game, voor het eerst ook als starter. Jokić sloot het regulier seizoen af met wedstrijdgemiddeldes van 26,4 punten, 10,8 rebounds en 8,3 assists. Met deze statistieken eindigde hij in de top 5 van de seizoensgemiddeldes voor zowel punten, rebounds als assists. Jokić is slechts de 3e speler in de NBA-geschiedenis die dit kon presteren (enkel Elgin Baylor en Wilt Chamberlain gingen hem voor. Jokić werd dan ook gekozen tot MVP. Hij was hiermee niet alleen de eerste Servische speler die deze trofee in ontvangst mocht nemen maar ook de eerste speler uit de geschiedenis van de Denver Nuggets. Tevens was Jokić hiermee de laagste draftkeuze (41e in 2014) uit de geschiedenis van de NBA die werd verkozen tot MVP. In de playoffs won Denver in de eerste ronde van de Portland Trail Blazers. In de 3e wedstrijd van de volgende ronde (tegen de Phoenix Suns liet Jokić 32 punten, 20 rebounds en 10 assists optekenen. Enkel Wilt Chamberlain en Kareem Abdul-Jabbar scoorden ooit eerder meer dan 30 punten, 20 rebounds en 10 assists in een NBA playoff-wedstrijd. Ondanks sterke prestaties van Jokić verloor Denver met 4-0 van Phoenix.

### 2021-2022: Persoonlijke records, MVP maar uitgeschakeld in de eerste ronde van de playoffs

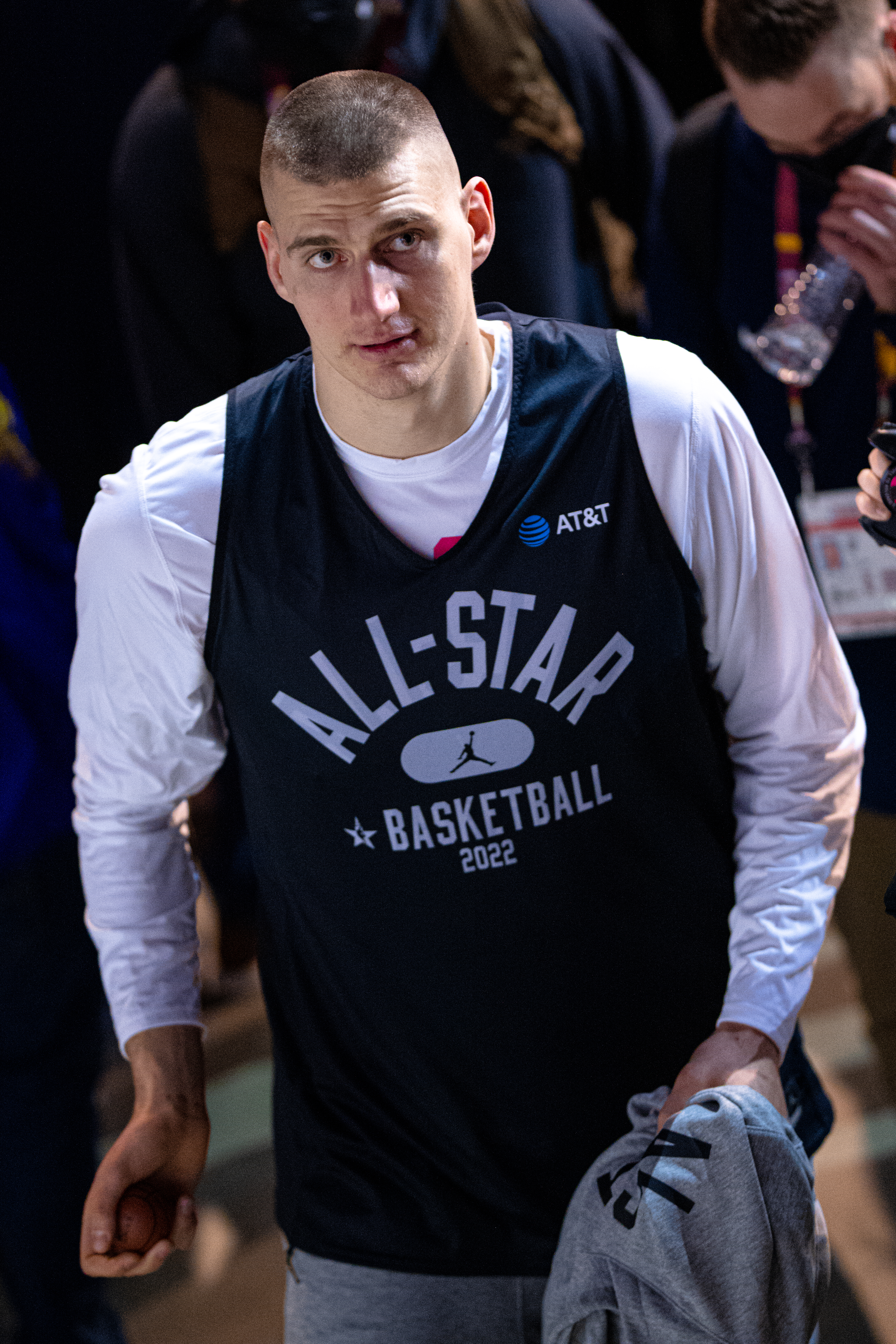
Jokić tijdens het NBA All-Star Game in 2022

Ook tijdens het seizoen 2021/22 speelde Jokić verder op een hoog niveau. Op 25 januari 2022 werd hij de eerste speler met 5000 rebounds en 3000 assists in zijn eerste 500 NBA-wedstrijden. Jokić werd dan ook opnieuw geselecteerd voor het NBA All-Star Game. In januari 2022 was Jokić goed voor 7 triple doubles. Enkel Wilt Chamberlain, Oscar Robertson, Russell Westbrook, en Michael Jordan konden eerder 7 triple doubles in éénzelfde maand gooien. Enkele dagen later speelde hij zijn 500e NBA-wedstrijd waarin hij zijn 71e triple double scoorde, een prestatie die in de NBA-geschiedenis enkel werd gerealiseerd door Oscar Robertson en Magic Johnson. Op 16 maart 2022, tijdens een overwinning tegen de Washington Wizards, bereikte Jokić de kaap van 10.000 punten, 5.000 rebounds en 3.000 assists. Jokić rondde deze kaap in 516 wedstrijden, slechts 1 wedstrijd meer dan Larry Bird. Jokić sloot het regulier seizoen af met meer dan 2.000 punten, 1.000 rebounds en 500 assists en was hiermee de eerste speler in de NBA-gechiedenis. Bij de Nuggets had hij ook de beste gemiddeldes in zowel punten, rebounds, assists, steals, blockshots en tweepunter-percentage en Jokić was hiermee de eerste speler in de NBA-geschiedenis die voor zijn team de beste was in al deze statistieken. Met zijn prestaties leidde Jokić Denver ook opnieuw naar de playoffs. Ondanks sterk individueel presteren van Jokić verloor Denver in de eerste ronde van de playoffs met 4-1 van de Golden State Warriors. Op 12 mei werd Jokić opnieuw verkozen tot MVP voor Joel Embiid en Giannis Antetokounmpo. Hij werd ook opnieuw opgenomen in het All-NBA First Team. 

### 2022-2023: Eerste maal NBA-kampioen
Op 1 juli 2022 tekende Jokić verlengde Jokić zijn contract bij de Nuggets voor 5 seizoenen. Met een waarde van 264 miljoen USD was dit het duurste contract in de NBA-geschiedenis. Op 3 november was Jokić tijdens een overwinning tegen de Oklahoma City Thunder opnieuw goed voor de 79e triple double uit zijn loopbaan waarmee hij Wilt Chamberlain passeerde als center met de meeste triple doubles. Jokić scoorde op 25 december 2022 41 punten, 15 rebounds en 15 assists, waarmee hij zich in het rijtje voegde van Oscar Robertson en James Harden van spelers met meer dan 40 punten, 15 rebounds en 15 assists in éénzelfde wedstrijd. Jokić bracht op 18 januari 2023 zijn totaal op 3.680 assists, waarmee hij beter deed dan Alex English, de vorige recordhouder bij de Nuggets. Ook dit seizoen werd Jokić geselecteerd als starter voor het NBA All-Star Game en bleef hij verder de records opstapelen. Met een gemiddelde van 9,8 assists, 11,8 rebounds en 24,5 punten leidde hij de Denver Nuggets opnieuw naar de playoffs. In de eerste ronde van deze playoffs won Denver in 5 wedstrijden van de Minnesota Timberwolves waarna in de halve finale van de Western Conference ook de Phoenix Suns het onderspit moesten delven. In de derde wedstrijd tegen Phoenix was Jokić goed voor 28 punten, 17 assists en 17 rebounds. Hiermee was hij de eerste speler in de NBA-geschiedenis met meer dan 25 punten, 15 rebounds en 15 assists tijdens één playoff-wedstrijd. In de 4e wedstrijd tegen de Suns scoorde hij 53 punten en 11 assists. Hiermee werd Jokić recordhouder van de Nuggets qua punten in de playoffs, maar werd hij ook de eerste center in de geschiedenis van de NBA met meer dan 50 punten en 10 assists in één playoffwedstrijd.  In de finale van de Western Conference tegen de Los Angeles Lakers bleef Jokić de goede prestaties aanhouden. Mede door zijn sterke prestaties won Denver met 4-0 van de Lakers en zo konden de Nuggets zich voor het eerst in hun bestaan plaatsen voor de NBA-finale. In de NBA Finale kwam Denver uit tegen de Miami Heat. Tijdens de tweede wedstrijd van deze finale scoorde Jokić 41 punten, 11 rebounds en 4 assists. Hiermee rondde hij de kaap van 500 punten, 200 rebounds en 150 assists tijdens deze playoff. Enkel LeBron James en Larry Bird gingen hem ooit voor. Tijdens de derde wedstrijd van deze finale was Jokić goed voor een tiende triple double van deze playoffs, meteen ook een record. Hij werd ook de eerste speler in de geschiedenis van de NBA-finale die meer dan 30 punten, 20 rebounds en 10 assists liet optekenen tijdens een finalewedstrijd. Onder leiding van Jokić en Jamal Murray behaalden de Nuggets een 4-1 overwinning tegen Miami, hun eerste NBA-titel in hun bestaan. Jokić werd als beloning voor zijn prestaties gekozen tot MVP van de playoffs. Jokić was hiermee de laagste draft-pick die deze trofee kon binnenhalen. Met een puntentotaal van 600 punten, 269 rebounds en 186 assists tijdens deze playoffs was hij de beste in deze drie statistieken, meteen de eerste keer in de geschiedenis van de NBA dat een speler dit kon realiseren.

### 2023-2024: 3e MVP-trofee en Olympisch brons
Ook tijdens het seizoen 2023/24 speelde Jokić verder op een hoog niveau en schoof hij op naar de vierde plaats in de lijst van spelers met het meeste triple doubles. Op 12 november 2023 tekende Jokić 36 punten, 21 rebounds en 11 assists op in een verlieswedstrijd tegen de Houston Rockets. Hiermee schaarde hij zich in het rijtje van Oscar Robertson en Wilt Chamberlain van spelers met 10 wedstrijden met met meer dan 30 punten, 15 rebounds en 10 assists. Jokić werd ook de eerste speler in de NBA-geschiedenis met meer dan 10 triple doubles in 7 opeenvolgende seizoenen. Jokić werd voor de zesde opeenvolgende keer geselecteerd voor het NBA All-Star Game, waarvan de 4e selectie op rij als startspeler. In de geschiedenis van de Denver Nuggets mocht enkel Alex English ook 4 keer starten in een All-Star game. Op 22 februari 2024 scoorde Jokić een nieuwe triple double tegen de Washington Wizards, waardoor hij tegen elk NBA-team in zijn carrière al een triple double kon scoren. Enkel LeBron James en Russell Westbrook 
gingen Jokić hier in voor. Jokić sloot het seizoen af met meer dan 2.000 punten, 900 rebounds en 700 assists. Enkel Oscar Robertson (tijdens het seizoen 1961/62) kon eerdere deze prestaties neerzetten.  Jokić kwalificeerde zich met de Nuggets opnieuw voor de playffs. In de eerste ronde won Denver met 4-1 van de Los Angeles Lakers, waarna er in de halve finale van de Western Conference met 4-3 werd verloren van de Minnesota Timberwolves. Jokić werd voor de derde keer de MVP-award toebedeeld, voor de andere finalisten Shai Gilgeous-Alexander en Luka Dončić.
In 2024 nam Jokić met Servië deel aan de Olympische Spelen in Parijs. Onder impuls van Jokić kon Servië doorstoten tot in de halve finale. In de halve finale werd er nipt verloren van de Verenigde Staten. In de kleine finale won Servië van Duitsland. Na een eerdere zilveren medaille kon Jokić zo nu bronzen Olympisch eremetaal op zijn palmares bijschrijven. Jokić was goed voor een gemiddelde van 18,8 punten, 10,7 rebounds en 8,7 assists en werd hiermee de eerste basketballer in de Olympische geschiedenis die de beste was in zowel punten, rebounds als assists. Als gevolg van zijn prestaties werd hij ook opgenomen in de FIBA Men's Olympics All-Star Five.

### 2024-2025: Nieuwe records
Jokić scoorde op 5 december 2024 zijn 139e triple double, waarmee hij beter deed dan Magic Johnson en zo naar de derde plaats opschoof in de lijst van spelers met de meeste triple doubles. Op 10 januari liet Jokić opnieuw een triple double optekenen, net als zijn ploegmaat Russell Westbrook. Het was de tweede keer dat de ploegmaats dit seizoen hierin slaagden, meteen het eerste duo dat hierin twee keer slaagde tijdens eenzelfde seizoen. Op 14 januari 2025 rondde Jokić de kaap van 15.000 punten, 7.500 rebounds en 5.000 assists. Hij realiseerde dit in amper 709 wedstrijden, meteen goed voor een verpulvering van het record van Larry Bird die hiervoor 799 wedstrijden nodig had. Op 7 maart 2025 scoorde Jokić 31 punten, 21 rebounds en 22 assists tijdens een wedstrijd tegen de Phoenix Suns. Hiermee werd hij de eerste speler in de NBA-geschiedenis met meer dan 30 punten, 20 rebounds en 20 assists tijdens één wedstrijd. Op 1 april 2025 was Jokić goed voor 61 punten, 10 rebounds en 10 assists in een wedstrijd tegen de Minnesota Timberwolves. Naast een eigen persoonlijk record qua aantal punten, was dit ook de triple-double met het hoogste aantal gescoorde punten in de geschiedenis van de NBA. Enkel James Harden en Luka Dončić konden eerder een triple double met meer dan 60 punten scoren. Jokić  sloot het seizoen af met een gemiddelde van 29,6 punten, 10,2 assists en 12,7 rebounds en werd hiermee de derde speler in de NBA-geschiedenis die een seizoen kon afsluiten met een triple double-gemiddelde, enkel Russell Westbrook en Oscar Robertson konden dit eerder realiseren. Jokić werd ook de eerste speler in de NBA-geschiedenis die zowel in punten, assists, rebounds als steals een seizoen in de top 3 kon afsluiten.

## Erelijst
- NBA-kampioen: 2023
- NBA Finals MVP: 2023
- NBA Most Valuable Player: 2021, 2022, 2024
- NBA All-Star: 2019, 2020, 2021, 2022, 2023, 2024
- All-NBA First Team: 2019, 2021, 2022, 2024
- All-NBA Second Team: 2020, 2023
- NBA All-Rookie First Team: 2016
- Servisch basketballer van het jaar: 2018, 2021, 2022, 2024
- ABA League MVP: 2015
- ABA League Top Prospect: 2015
- Olympische Spelen 2016
- Olympische Spelen: 2024

## Statistieken
| Legenda | Legenda                | Legenda | Legenda                 | Legenda | Legenda               |
| ------- | ---------------------- | ------- | ----------------------- | ------- | --------------------- |
| WG      | Wedstrijden gespeeld   | WS      | Wedstrijden als starter | MPW     | Minuten per wedstrijd |
| FG%     | Fieldgoal-percentage   | 3P%     | Drie-punterpercentage   | VW%     | Vrije-worppercentage  |
| RPW     | Rebounds per wedstrijd | APW     | Assists per wedstrijd   | SPW     | Steals per wedstrijd  |
| BPW     | Blocks per wedstrijd   | PPW     | Punten per wedstrijd    | Vet     | Hoogste in carrière   |

### Regulier seizoen
| Seizoen      | Team           | WG  | WS  | MPW  | FG%  | 3P%  | FW%  | RPW  | APW  | SPW | BPW | PPW  |
| ------------ | -------------- | --- | --- | ---- | ---- | ---- | ---- | ---- | ---- | --- | --- | ---- |
| 2015/16      | Denver Nuggets | 80  | 55  | 21,7 | 51,2 | 33,3 | 81,1 | 7,0  | 2,4  | 1,0 | 0,6 | 10,0 |
| 2016/17      | Denver Nuggets | 73  | 59  | 27,9 | 57,7 | 32,4 | 82,5 | 9,8  | 4,9  | 0,8 | 0,8 | 16,7 |
| 2017/18      | Denver Nuggets | 75  | 73  | 32,6 | 50,0 | 39,6 | 85,0 | 10,7 | 6,1  | 1,2 | 0,8 | 18,5 |
| 2018/19      | Denver Nuggets | 80  | 80  | 31,3 | 51,1 | 30,7 | 82,1 | 10,8 | 7,3  | 1,4 | 0,7 | 20,1 |
| 2019/20      | Denver Nuggets | 73  | 73  | 32,0 | 52,8 | 31,4 | 81,7 | 9,7  | 7,0  | 1,2 | 0,6 | 19,9 |
| 2020/21      | Denver Nuggets | 72  | 72  | 34,6 | 56,6 | 38,8 | 86,8 | 10,8 | 8,3  | 1,3 | 0,7 | 26,4 |
| 2021/22      | Denver Nuggets | 74  | 74  | 33,5 | 58,3 | 33,7 | 81,0 | 13,8 | 7,9  | 1,5 | 0,9 | 27,1 |
| 2022/23      | Denver Nuggets | 69  | 69  | 33,7 | 63,2 | 38,3 | 82,2 | 11,8 | 9,8  | 1,3 | 0,7 | 24,5 |
| 2023/24      | Denver Nuggets | 79  | 79  | 34,6 | 58,3 | 35,9 | 81,7 | 12,4 | 9,0  | 1,4 | 0,9 | 26,4 |
| 2024/25      | Denver Nuggets | 70  | 70  | 36,7 | 57,6 | 41,7 | 80,0 | 12,7 | 10,2 | 1,8 | 0,6 | 29,6 |
| Carrière     | Carrière       | 745 | 704 | 31,7 | 56,0 | 36,0 | 82,4 | 10,9 | 7,2  | 1,3 | 0,7 | 21,8 |
| NBA All-Star | NBA All-Star   | 7   | 5   | 17,9 | 66,7 | 40,0 | 0,0  | 5,9  | 4,9  | 0,9 | 0,1 | 6,9  |

### Play-offs
| Seizoen  | Team           | WG | WS | MPW  | FG%  | 3P%  | FW%  | RPW  | APW | SPW | BPW | PPW  |
| -------- | -------------- | -- | -- | ---- | ---- | ---- | ---- | ---- | --- | --- | --- | ---- |
| 2018/19  | Denver Nuggets | 14 | 14 | 39,8 | 50,6 | 39,3 | 84,6 | 13,0 | 8,4 | 1,1 | 0,9 | 25,1 |
| 2019/20  | Denver Nuggets | 19 | 19 | 36,5 | 51,9 | 42,9 | 83,5 | 9,8  | 5,7 | 1,1 | 0,8 | 24,4 |
| 2020/21  | Denver Nuggets | 10 | 10 | 34,5 | 50,9 | 37,7 | 83,6 | 11,6 | 5,0 | 0,6 | 0,9 | 29,8 |
| 2021/22  | Denver Nuggets | 5  | 5  | 34,2 | 57,5 | 27,8 | 84,8 | 13,2 | 5,8 | 1,6 | 1,0 | 31,0 |
| 2022/23  | Denver Nuggets | 20 | 20 | 39,4 | 54,8 | 46,1 | 79,9 | 13,5 | 9,5 | 1,1 | 1,0 | 30,0 |
| 2023/24  | Denver Nuggets | 12 | 12 | 40,2 | 54,5 | 26,4 | 90,1 | 13,4 | 8,7 | 1,4 | 0,7 | 28,7 |
| 2024/25  | Denver Nuggets | 14 | 14 | 40,2 | 48,9 | 38,0 | 77,2 | 12,7 | 8,0 | 2,0 | 0,9 | 26,2 |
| Carrière | Carrière       | 94 | 94 | 38,3 | 52,5 | 38,8 | 82,6 | 12,3 | 7,6 | 1,2 | 0,9 | 27,4 |

0 Braun ·
1 Porter ·
5 Caldwell-Pope ·
6 Jordan ·
7 Jackson ·
8 Watson ·
10 White ·
11 Brown ·
13 Bryant ·
14 Smith ·
15 Jokić ·
21 Gillespie ·
22 Nnaji ·
27 Murray ·
31 Čančar ·
32 Green ·
50 Gordon ·
Coach Malone